# 노승철
노승철(1943년 9월 22일 ~ )은 대한민국의 정치인이다. 제39·40대 홍천군수를 역임했다.

## 역대 선거 결과
|  | 47.17% |

|  | 56.02% |